# 27347 Dworkin
27347 Dworkin este un asteroid din centura principală de asteroizi.

## Descriere
27347 Dworkin este un asteroid din centura principală de asteroizi. A fost descoperit pe 25 februarie 2000 în cadrul proiectului CSS. Asteroidul prezintă o orbită caracterizată de o semiaxă mare de 2,28 ua, o excentricitate de 0,09 și o înclinație de 6,0° în raport cu ecliptica.